# الکساندر لزلی، اولین ارل لون
الکساندر لزلی، اولین ارل لون (انگلیسی: Alexander Leslie, 1st Earl of Leven; ۱۵۸۰ – ۱۶۶۱ (۸۰−۸۱ سال)) فرد نظامی اهل سوئد بود.